# Garance Marillier
Pour les articles homonymes, voir Marillier.
Garance Marillier, née le 11 février 1998 dans le 13e arrondissement de Paris, est une actrice française.
Elle est révélée dans le rôle de Justine dans le film Grave de Julia Ducournau, qui lui vaut une nomination au César du meilleur espoir féminin.

## Biographie
Garance Marillier entame sa carrière d'actrice en 2011 en jouant dans les courts métrages Junior de Julia Ducournau et Ce n'est pas un film de cow-boys de Benjamin Parent, tous deux révélés à la Semaine de la critique à Cannes. Son rôle dans Junior lui vaut plusieurs récompenses, notamment le prix d'interprétation féminine au festival Premiers Plans d'Angers.
En 2012, elle joue à nouveau sous la direction de Julia Ducournau dans le téléfilm Mange ; la même année, elle commence à étudier à L'École du jeu dirigée par Delphine Eliet.
En 2013, elle apparaît dans le court métrage belge de François Bierry Solo Rex,, puis dans 15 km 3 de Stéphane Mercurio. L'année suivante, elle tourne aux côtés de Zacharie Chasseriaud dans Simon, d'Éric Martin et d'Emmanuel Caussé.
En 2015, elle se voit offrir le rôle principal du premier long métrage de Julia Ducournau, Grave : le personnage de Justine, une adolescente végétarienne, élève en école vétérinaire, se sent devenir cannibale après avoir mangé de la viande crue,. Le film sort en 2017, après avoir été présenté lors de la Semaine de la critique durant le festival de Cannes 2016. Elle fait la couverture de la revue de cinéma La Septième Obsession en mars 2017.
En parallèle de sa carrière d'actrice, elle obtient le baccalauréat au lycée Georges-Brassens dans le 19e arrondissement de Paris en juin 2017.
En 2021, elle fait partie du jury du Festival du cinéma américain de Deauville.

## Filmographie
Sauf indication contraire, les informations mentionnées dans cette section peuvent être confirmées par les bases de données cinématographiques IMDb et Allociné,  présentes dans la section « Liens externes ».

### Cinéma

#### Longs métrages
- 2016 : Grave de Julia Ducournau : Justine
- 2019 : Pompéi d'Anna Falguères et John Shank : Billie
- 2021 : Madame Claude de Sylvie Verheyde : Sidonie
- 2021 : Titane de Julia Ducournau : Justine
- 2021 : Warning d'Agata Alexander : Magda
- 2023 : Marinette de Virginie Verrier : Marinette Pichon
- 2023 : Rue des Dames de Hamé et Ékoué : Mia
- 2025 : Coutures d'Alice Winocour
- 2025 : Une splendeur de vivre de Marianne Métivier
- 2025 : Warning d'Agata Alexander

#### Courts métrages
- 2011 : Junior de Julia Ducournau : Justine
- 2012 : Ce n'est pas un film de cow-boys de Benjamin Parent : Nadia
- 2014 : Solo Rex de François Bierry : Jessica
- 2014 : Quinze kilomètres trois de Stéphane Mercurio : la camarade
- 2015 : Première nuit de Sylvain Certain: Manon
- 2016 : Hotaru de William Laboury : Sophie
- 2019 : Alice de Juliette Rose : Alice
- 2020 : Petite Princesse d'Éric Forestier : Anna
- 2024 : Favours de Agnes Skonare : Sonja

### Télévision
- 2012 : Mange de Julia Ducournau et Virgile Bramly (téléfilm) : Anna
- 2014 : Tout est permis d'Émilie Deleuze (téléfilm) : Mélissa
- 2018 : Ad Vitam de Thomas Cailley (série télévisée) : Christa Novak, dite Nora
- 2021 : Disparu à jamais de David Elkaïm et Vincent Poymiro (mini-série) : Sonia / Inès Kasmi
- 2022 : Flippé de Théo Grosjean et Mothy (série télévisée) : Auriane

### Clips
- 2014 : Inside of Me de Montmartre (en)
- 2018 : Suffer de Petit Biscuit[6] réalisé par Rosalia Kin
- 2018 : Fangs Out d’Agar Agar
- 2019 : Fra Angelico d’Antha[7]
- 2020 : Downtown de Godford

## Podcasts
- 2019 : L'Employé : manifestante (épisode 1)
- 2023 : Coming Out : Garance Marillier (épisode 14)

## Distinctions

### Récompenses
- 2017 : Prix de l'Association des critiques de cinéma du Nouveau-Mexique : meilleure jeune interprète pour Grave
- 2019 : Prix de l'Association des critiques de séries : meilleure actrice pour Ad Vitam

### Nominations
- César 2018 : nomination pour le César du meilleur espoir féminin pour Grave

### Jury de festival
- 2018 : Jury du Festival européen du court métrage de Bordeaux